# Алкимеда
Алкимеда (на гръцки: Άλκιμέδη – „могъща ловкост, хитрост“) в древногръцката митология е дъщеря на Филак и Киликия. Според Аполоний Родоски (I 232) и Хигин („Фабула“, 13) е съпруга на царя на Йолк, Езон, и майка на предводителя на аргонавтите Язон. Среща Езон при пещерите на Йолк.